# Prvoslav Vujčić
Prvoslav Vujčić (alfabet ciríl·lic serbi Првослав Вујчић, AFI /př̩ʋoslaʋ ʋûːjtʃitɕ/; nascut el 20 de juliol de 1960) és un escriptor, poeta, traductor, columnista i aforista canadenc d'origen serbi. Ha estat descrit com un dels escriptors més destacats d'origen serbi.

## Biografia
Vujčić va néixer el 20 de juliol de 1960 a la ciutat de Požarevac, en aquella època part de Iugoslàvia, avui a la regió meridional i oriental de Sèrbia, fill de Jefrem i Nadežda, i fou a Požarevac on va completar la seva educació primària. En 1975, Vujčić va guanyar el premi Zmaj (concedit anualment per l'Associació d'Escriptors de Sèrbia pel millor llibre de l'any) per la seva col·lecció de poesia titulada Pesnik i Pesma - el premi va ser presentat per Desanka Maksimović. En 1977, va visitar Canadà i els Estats Units per primera cop, on va conèixer una de les seves influències literàries, Charles Bukowski. Vujčić tllavors va llegir i va presentar la seva poesia amb Bukowski en gira durant catorze dies el 1977. Vujčić va completar el seu matura i es va graduar al gymnasium de Požarevac in 1979. la fi dels anys 1970 i principis dels vuitanta, va ser el líder de la secció de Požarevac dels Grobari, el grup de partidaris del Partizan de Belgrad. En 1983, Vujčić va escriure un llibre de poesia titulat Razmišljanja jednog leša ("Reflexions d'un cadàver") que fou prohibit pel govern comunista a Iugoslàvia per ordre d'un tribunal el 1983. El 1984, Vujčić va ser empresonat a Tuzla durant set dies (pels seus escrits i crítiques al règim comunista de Iugoslàvia) on va escriure el seu segon llibre de poesia anomenat Kastriranje vetra ("Castració del vent") que també va ser prohibit pel govern comunista.
El gener de 1987, Vujčić es va traslladar al Canadà. A l'arribada al Canadà, va ajudar a recaptar fons per a la construcció de la Catedral de Sant Sava a Belgrad i el monument a Živojin Mišić a Mionica. El 28 de juny de 1989, Vujčić va ajudar a organitzar la cerimònia commemorativa del 600 aniversari de la batalla de Kosovo Polje a tot Canadà. La Gaseta del Canadà va escriure sobre Vujčić i els seus començaments al Canadà en una edició de 1989 El 1992, va fundar el clug de futbol United Serbs FC per al qual ell i Mike Stojanović va jugar quan era petit, Vujčić jugava al futbol en les categories juvenils del FK Železničar Požarevac). Durant aquest període, Vujčić va ser un col·laborador de la revista sèrbia Pogledi. El 1999, va ser un dels organitzadors de les manifestacions de Toronto contra el bombardeig de Sèrbia and Montenegro. Pel que fa a la diàspora sèrbia, les manifestacions van durar només 78 dies a Toronto.
Vujčić és membre de l'Associació d'Escriptors de Sèrbia, la Legió Reial Canadenca, l'Associació Canadenca de Periodistes, la Societat Literària Sèrbia, l'Associació d'Escriptors de la República Srpska i l'Associació Internacional d'Escriptors El 2007, l'Associació Internacional d'Escriptors el va nomenar Ambaixador de Poesia dels Estats Units. També és membre honorífic de l'Associació Canadenca Sèrbia Desanka Maksimović. Vujčić apareix al llibre Moždana veza sa Srbijom, 100 dragulja srpskog rasejanja (Connexió cerebral amb Sèrbia, 100 joies de la diàspora sèrbia) per Radivoje Petrović, PhD. El llibre presenta el "cent serbis més coneguts en tota la diàspora serbia del món". També va aparèixer a la portada del llibre del Ministeri de Diàspora de la República de Sèrbia anomenat U čast pisaca iz rasejanja / En honor dels escriptors de la diàspora en què els crítics literaris Miodrag Perišić i Čedomir Mirković deien que "Vujčić és un dels més significatius poetes i dissidents serbis vius."
És fundador del Urban Book Circle del Canadà.

## Vida personal
Vujčić té quatre fills.

## Llibres publicats
- Razmišljanja jednog leša (Beogradska knjiga, 2004)
- Beograde, dobro je, bi' iz Toronta tebi (Beogradska knjiga, 2004)
- Kastriranje vetra (Beogradska knjiga, 2005)
- Deveto koleno sve/mira (Beogradska knjiga, 2005)
- Wet (UBC Canada Press, 2013)[5]
- Repatriates (UBC Canada Press, 2013)[5]
- Catching Saliva (UBC Canada Press, 2013)[5]
- A Few Good Little Thoughts (UBC Canada Press, 2013)[5]
- Thoughts of a Corpse (UBC Canada Press, 2014)[5]
- Belgrade, It's All Good (UBC Canada Press, 2014)[5]
- Castration of the Wind (UBC Canada Press, 2014)[5]
- Ninth Step of the Universe (UBC Canada Press, 2014)[5]
- Vlažno (UBC Canada Press, 2014)[5]
- Povratnici (UBC Canada Press, 2014)[5]
- Hvatanje pljuvačke (UBC Canada Press, 2014)[5]
- Nekoliko lepih malih misli (UBC Canada Press, 2014)[5]

## Exemples d'aforismes[17]
- Who believes in miracles, creates miracles / Qui creu en miracles, crea miracles
- Dogs smell fear, sharks blood, and people emotions. The outcome is generally the same / Els gossos oloren la por, els taurons, la sang i les emocions de les persones. El resultat generalment és el mateix
- We choose our own lives, they don't choose us / Triem les nostres pròpies vides, no ens trien
- A tear is the purest kind of smile in this filthy world / Una llàgrima és el somriure més pur d'aquest món brut.
- With silence I'll shatter the frames of history to save our windows / Amb el silenci trencaré els marcs de la història per salvar les nostres finestres
- Women conceal with speech and speak with silence / Les dones oculten amb la parla i parlen amb el silenci.
- Only big friends remember small things / Només els grans amics recorden coses petites
- The deepest bravery is truth / La valentia més profunda és la veritat